# 昆岗书院
昆岗书院，位于中国广东省揭阳市普宁市洪阳镇昆安村，为普宁市的一个市级文物保护单位，类型为古建筑，公布时间为1961年。
昆岗书院的历史年代为清代。